# 柳沢里済
柳沢 里済（やなぎさわ さとずみ）は、越後黒川藩の第2代藩主。官位は従五位下、刑部少輔、伊勢守。諱は里住とも。

## 経歴
大和郡山藩士・柳沢保教（柳沢吉保の姉婿である柳沢信花の養子）の五男。母は田中氏。享保10年（1725年）、先代藩主の経隆が早世したため、その養嗣子として跡を継ぎ、同年12月18日に叙任する。大坂加番や日光祭礼奉行を務めるなどしたが、養父同様に享保20年（1735年）11月2日、27歳で江戸牛込の藩邸にて死去した。跡を養嗣子のが継いだ。なお、経隆は松平姓の名乗りを許されていたが、里済の代から改めて柳沢姓を称することを命じられている。法号は鷲峰院一枝道華。墓所は東京都新宿区市ヶ谷河田町の正覚山月桂寺。

## 系譜
父母
- 柳沢保教（実父）
- 田中氏（実母）
- 柳沢経隆（養父）

側室
- 鈴木氏

養子
- 柳沢保卓 - 柳沢里光の次男